# Młynarzówka

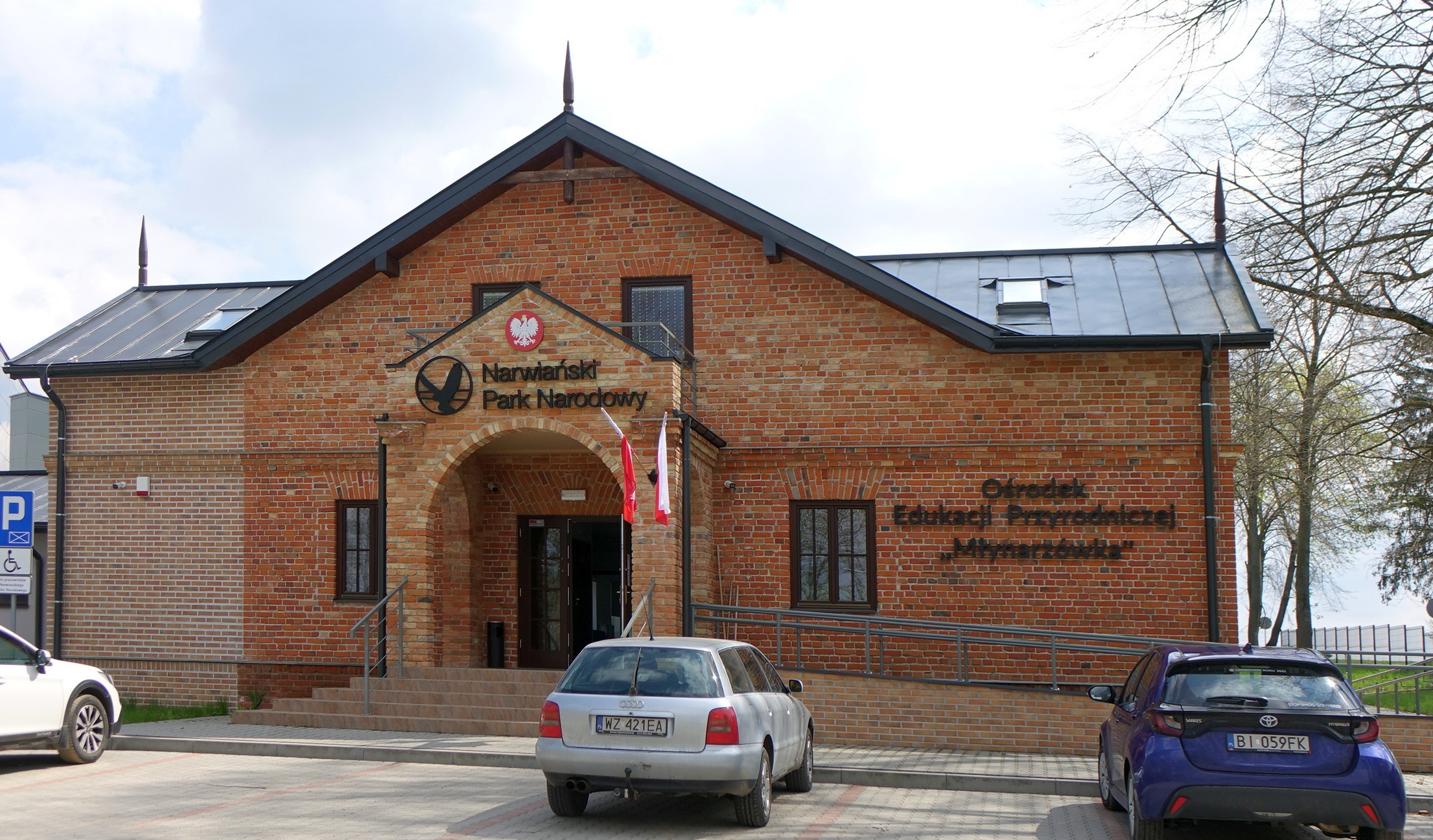

Młynarzówka – budynek będący siedzibą dyrekcji Narwiańskiego Parku Narodowego (NPN) we wsi Kurowie w woj. podlaskim, w pow. wysokomazowieckim, w gminie Kobylin-Borzymy. Obiekt zabytkowy.
Przez 20 lat siedzibą NPN był dwór w Kurowie. Było w nim jednak za mało miejsca do prowadzenia skutecznej i całorocznej edukacji ekologicznej, z tego powodu działalność parku skupiała się głównie na prowadzeniu zajęć terenowych w okresie letnim. Budynek „Młynarzówki” pochodzi z lat 20. XX wieku. Oprócz zabytkowego budynku do NPN należy nowy, dobudowany budynek. Obydwa budynki połączone są łącznikiem i ogrzewane przez pompy ciepła i ogniwa fotowoltaiczne. W Młynarzówce znajduje się Ośrodek Edukacji Ekologicznej, w nowym budynku centrum zarządzania obszarami chronionymi i sala konferencyjna. Przy ośrodku są wiaty, parking i plac zabaw dla dzieci.
Ośrodek Edukacji Przyrodniczej „Młynarzówka” w Kurowie jest otwarty od wtorku do piątku między 9:00 a 15:00 i w weekendy od 10:00 do 18:00 (oprócz 19–20 czerwca i 3 lipca). Jest w nim sala kinowa, w której wyświetlany jest film o powstaniu doliny Narwi, oraz muzeum z ekspozycjami i stoły multimedialne.